# M no higeki
M no higeki (Mの悲劇?), noto anche con il titolo internazionale The Tragedy of M, è una serie televisiva giapponese del 2005.

## Trama
Mamoru Ando si trova in un periodo in cui ogni cosa va nel verso giusto, ed è al massimo della contentezza: ha un lavoro prestigioso ed è fidanzato con Yuki, la figlia di un facoltoso dirigente. Mentre torna a casa, incontra tuttavia in treno una misteriosa ragazza, che afferma di chiamarsi Misa Aihara. Mamoru non si ricorda affatto della giovane, tuttavia quest'ultima mostra di provare un'estrema rabbia nei suoi confronti, e desidera soltanto rovinarlo e fargli perdere tutto.